# Pelle Svensson
Pour les articles homonymes, voir Svensson.
Pelle Svensson, né Per Oskar Svensson le 6 février 1943 à Sollefteå (Suède) et mort le 17 décembre 2020 à Sundsvall (Suède), est un lutteur et avocat suédois. 
Après une carrière sportive qui le voit notamment s'emparer d'une médaille d'argent aux J.O. de Tokyo en 1964 et de deux titres de champion du monde, il devient un avocat très médiatique dont le nom reste associé à quelques-unes des plus célèbres affaires criminelles des années 1980 et 1990 en Suède.

## Le lutteur
Pelle Svensson, qui entame sa carrière de lutteur en 1955, s'entraine aux clubs de Sundsvalls AIK et Heby BK. Il remporte le titre de champion de Suède pour la première fois en 1962, dans la catégorie des 100 kg. Il remporte ensuite les championnats de Suède pendant treize années consécutives, jusqu'à sa retraite sportive en 1974. Il participe à un championnat du monde pour la première fois en 1963 à Helsingborg, où il termine à la quatrième place. Aux Jeux olympiques de Tokyo en 1964, il remporte la médaille d'argent dans la catégorie des mi-lourds. Il remporte également deux titres de champion du monde en 1970 et 1971 et deux titres de champion d'Europe en 1969 et 1970.
De 1993 à 1998, Pelle Svensson préside la fédération suédoise de lutte, et il siège à la FILA de 1990 à 2007. Il démissionne en protestation contre ce qu'il estime être un manque de volonté de la FILA dans la lutte contre la corruption au sein de son sport.

### Palmarès
Jeux olympiques
- 1964 :  Médaille d'argent en lutte gréco-romaine (97 kg).

Championnats du monde
- 1970 :  Médaille d'or en lutte gréco-romaine (100 kg).
- 1971 :  Médaille d'or en lutte gréco-romaine (100 kg).

Championnats d'Europe
- 1966 :  Médaille de bronze en lutte gréco-romaine (97 kg).
- 1967 :  Médaille de bronze en lutte gréco-romaine (97 kg).
- 1968 :  Médaille de bronze en lutte gréco-romaine (97 kg).
- 1969 :  Médaille d'or en lutte gréco-romaine (100 kg).
- 1970 :  Médaille d'or en lutte gréco-romaine (100 kg).

## L'avocat
Pelle Svensson officie comme avocat de la défense dans certaines des affaires criminelles les plus médiatisées des années 1980 et 1990 en Suède : le triple meurtre d'Åmsele, le meurtre de Lindome ou encore le projet d'enlèvement de Peter Wallenberg. Dans le cadre de la disparition du petit Johan Asplund, il représente les parents lorsque ceux-ci se lancent dans une procédure de citation directe contre le beau-père de l'enfant, que le ministère public avait choisi de ne pas poursuivre. Cette procédure, qui s'achève avec l'acquittement du beau-père en appel, vaudra à Svensson de nombreuses critiques.
À la fin des années 1980, Pelle Svensson dénonce publiquement la corruption résultant des liens de fraternité entre avocats, procureurs et juges, ce qui le rend impopulaire parmi ses pairs. Il suscite aussi la polémique en affirmant que le système judiciaire n'assure pas la protection des hommes accusés d'inceste ou d'autres crimes sexuels.
Dans les années 1990, Pelle Svensson crée à nouveau la sensation lorsqu'il affirme que son ancien client Lars Tingström, condamné à la prison à vie pour deux attentats à la bombe commis à Stockholm, a déclaré dans son testament avoir commandité l'assassinat d'Olof Palme, le Premier ministre suédois tué d'une balle de revolver le 28 février 1986. Pelle Svensson est accusé d'avoir manipulé le soi-disant testament de Tingström, mais les analyses de la police scientifique montrent que le document est authentique, et Pelle Svensson gagne un procès en diffamation. À la suite de ces révélations, le ministère public dépose une demande de révision du procès de l'assassin présumé de Palme, Christer Pettersson, mais cette demande est finalement rejetée par la cour suprême.
Pelle Svensson met un terme à sa carrière d'avocat en 2001, après avoir souffert d'un syndrome d’épuisement professionnel (« burnout »). Peu après, il est condamné à deux mois de prison pour conduite en état d'ivresse. Il bénéficie d'une pension d'invalidité, ses troubles psychologiques étant assimilés à un accident du travail, causé par les critiques dont il a été l'objet dans les médias,.

## Œuvres
- (sv) Öppet brev till Sveriges idrottspampar. Forum. 1973.  (ISBN 91-37-05397-3).
- (sv) Trollpojken. Sinklarförlaget. 1981.  (ISBN 91-85780-03-0).
- (sv) Rätten på din sida? : hur fungerar rättsstaten. Norstedt. 1987.  (ISBN 91-1-873272-0).
- (sv) Gripen och oskyldigt dömd : Pelles lilla röda. 1991.  (ISBN 91-630-0840-8).
- (sv) Skymningslandet. Cewe-förlaget. 1995.  (ISBN 91-7542-214-X).
- (sv) Sanningens eld, lögnens lågor. 1996.  (ISBN 91-630-4299-1).
- (sv) Sanningen om mordet på Olof Palme. United Books. 1998.  (ISBN 91-630-6670-X).
- (sv) Utan nåd : grymhet utan gräns. Carlsson. 2005.  (ISBN 91-7203-653-2).
- (sv) Quick: den stora rättsskandalen. Blue Publishing. 2009.  (ISBN 9789197854054).